# ロマン・リローデッド
『ロマン・リローデッド』（Pink Friday: Roman Reloaded）は、米国の女性ラッパーニッキー・ミナージュの2枚目となるオリジナル・アルバム。2012年4月2日にYoung Money、Cash Money、およびUniversal Republicによってリリースされた。
初回生産分にはステッカーを封入。再発行版として新しく7曲が録音された『Pink Friday: Roman Reloaded The Re-Up』が同年の11月19日にリリースされた。

## 概要
初週に253,000枚を売り上げ、US Billboard 200で首位を獲得した。アルバムでは前作『ピンク・フライデー』に続き2作連続での首位獲得となった。その後、200万枚を売り上げ、米国レコード産業協会（RIAA）によってダブルプラチナとして認定された。
また、カナダとイギリスで1位になり、オーストラリア、アイルランド、ニュージーランドでトップ5にチャ－トインした。
プロデューサーにはレッドワン、Dr. Luke、J.R.ロテム、Boi-1da等が参加した。
ジャケットは3種類あり、通常版とデラックス版
そして、再発行版のバージョンがある。
再発行版のジャケットは「アイ・アム ユア リーダー」でのシーンが採用されている。

## 収録曲
1. ロマン・ホリデー / Roman Holiday　2012年のグラミー賞で披露された楽曲。
2. カム・オン・ア・コーン / Come On A Cone
3. アイ・アム・ユア・リーダー Feat.キャムロン&リック・ロス / I Am Your Leader Feat. Cam' ron & Rick Ross
4. ビーズ・イン・ザ・トラップ Feat.2チェインズ / Beez In The Trap Feat. 2 Chainz
5. ホーヴ・レーン / HOV Lane
6. ロマン・リローデッド Feat.リル・ウェイン / Roman Reloaded Feat. Lil Wayne
7. チャンピオン Feat.ナズ、ドレイク&ヤング・ジージー / Champion Feat. NAS, Drake & Young Jeezy
8. ライト・バイ・マイ・サイド Feat.クリス・ブラウン / Right By My Side Feat. Chris Brown
9. セックス・イン・ザ・ラウンジ Feat.リル・ウェイン&ボビー.V / Sex In the Lounge Feat. Lil Wayne & Bobby V
10. スターシップス / Starships
11. パウンド・ザ・アラーム / Pound The Alarm
12. ウィップ・イット / Whip It
13. オートマティック / Automatic
14. ビューティフル・シナー / Beautiful Sinner
15. マリリン・モンロー / Marilyn Monroe
16. ヤング・フォーエヴァー / Young Forever
17. ファイア・バーンズ / Fire Burns
18. ガン・ショット Feat.ビーニ・マン / Gun Shot Feat. Beenie Man
19. ステューピッド・ホー / Stupid Hoe
20. ターン・ミー・オン / Turn Me On
21. バ・バ・ブーム / Va Va Voom
22. マスカレード / Masquerade

再発行版に収録された曲
1. アップ・イン・フラーメス / Up In Flames
2. フリーダム / Freedom
3. ヘール・イエー Feat. パーカー / Hell Yeah (Feat. Parker)
4. ハイ・スクール Feat. リル・ウェイン / High School (Feat. Lil Wayne)
5. アイム・ライド Feat. シアラ / I'm Legit! (Feat. Ciara)
6. アイ・エンドローズ・ディーズ・ストリッパーズ Feat. タイガー & ブリックス / I Endorse These Strippers (Feat Tyga & Brinx)
7. ザ・ボーイズ Feat. キャシー / The Boys (Feat. Cassie)